# La Pícara Soñadora
La pícara soñadora est une telenovela mexicaine diffusée en 1991 sur Canal de las Estrellas.

## Synopsis
Lupita López est une jeune fille qui fait des études de droit. Malgré un avenir très prometteur, pour l'instant, elle n'a pas d'argent et pour cette raison, elle vit en secret dans les magasins Sares Rochild (parodie de Sears), où elle travaille le jour comme vendeuse dans le rayon des jouets. Son oncle y travaille comme veilleur de nuit. Tout ce qu'elle utilise des magasins pour vivre, elle le note dans son carnet afin de pouvoir le rembourser lorsqu'elle aura achevé ses études. Tout est planifié. Mais un jour, elle fait la connaissance d'un jeune homme dans la salle d'attente dans le bureau du directeur du magasin. Elle croit qu'il est à la recherche d'un emploi, Alfredo décide de poursuivre ce jeu. Utilisant le nom de son meilleur ami, Carlos, il se fait passer pour pauvre et prend un poste au magasin, qui en réalité appartient à son père, pour se rapprocher de Lupita. Ce qui n'était au début qu'un jeu pour Alfredo se transforme de façon inattendue en un amour véritable pour cette jeune femme.

## Distribution
- Mariana Levy (†) : Lupita López
- Eduardo Palomo (†) : Alfredo Rochild / Carlos Pérez
- Irán Eory (†) : Marcelina Ruvalcaba viuda de Rochild
- Rafael Inclán : Camilo López
- Fernando Ciangherotti : Federico Rochild
- Claudia Ramírez : Rosa Fernández viuda de García
- Roberto Vander : Gregorio Rochild
- Angélica Rivera : Giovanna Carini
- Gabriela Goldsmith : Gladys de Rochild
- Laura Flores : Mónica Rochild #1
- Lola Merino : Mónica Rochild #2
- Alexis Ayala : Carlos Pérez
- Roberto Ballesteros : Adolfo Molina
- Alejandro Aragón : Oswaldo Frías
- Karen Sentíes : Karla Sánchez
- Armando Palomo : José Zamora
- Diana Golden : Elvira Funes
- Luis Guillermo Martell : Julio Zamora, dit Pollito
- Marisol Centeno : Agustina Martínez, dite Nena
- Ricardo Cortez : Pietro Carini
- Jorge Pascual Rubio : Domingo
- Silvia Campos : Bárbara
- Odiseo Bichir : Ignacio Martínez
- Roxana Saucedo : Olivia
- Adrián Ramos : Détective Téllez
- Roberto Huicochea : Détective Colin
- Alfredo Alegría : Détective Benítez
- Nicky Mondellini : Gina Valdez
- Elizabeth Aguilar : Lucía
- Dina de Marco (†) : Doña Bertha
- Claudio Báez : Jaime Pérez
- David Ostrosky : Claudio Rendón
- Juan Carlos Casasola : Fausto Medrano
- Frances Ondiviela : Détective Altavaz
- Antonio De Carlo : Santiago Garrido
- Roberto Mateos : Florencio
- Irlanda Mora : Leonor de Carini
- Alpha Acosta : Melissa
- Rebeca Manríquez : Raquel
- Ella Laboriel : Toña
- Daniel Serrano : Raúl
- Claudia Ortega : Agustina
- Dacia Arcaráz : Susana
- Bertha del Castillo : Ángela
- Angélica Arvizu : Delfina
- Beatriz Ornella : Dora
- Gerardo González : Gómez
- Sergio Sendel : Hugo
- Rafael del Villar : Lic. Argueyo
- René Muñoz : Dr. Lozano
- Mónika Sánchez
- Ariel López Padilla
- Mario del Río
- Rafael Velasco
- Ariel Baldani
- Marcial Casale
- Eva Garbo
- Héctor Parra
- Polly
- Roberto Porter
- Sussan Taunton
- Alejandro Treviño
- Erika Lobo
- Nubia Marti
- Maleni Morales
- Miguel Priego
- Rocío Sobrado
- Rodrigo Zurita
- Itatí Cantoral
- Roberto Blandón
- Rossana Cesarman
- Fernesio de Bernal
- Keiko Durán
- Sara Montes
- Ricardo Vera
- Víctor Vera

## Autres versions
- Pícara Sonhadora (SBT, 2001)

### Sources
- (es) Cet article est partiellement ou en totalité issu de l’article de Wikipédia en espagnol intitulé « La pícara soñadora » (voir la liste des auteurs).